# Lignerolles (Côte-d'Or)
Pour les articles homonymes, voir Lignerolles.
Lignerolles est une commune française située dans le département de la Côte-d'Or en région Bourgogne-Franche-Comté.

## Géographie

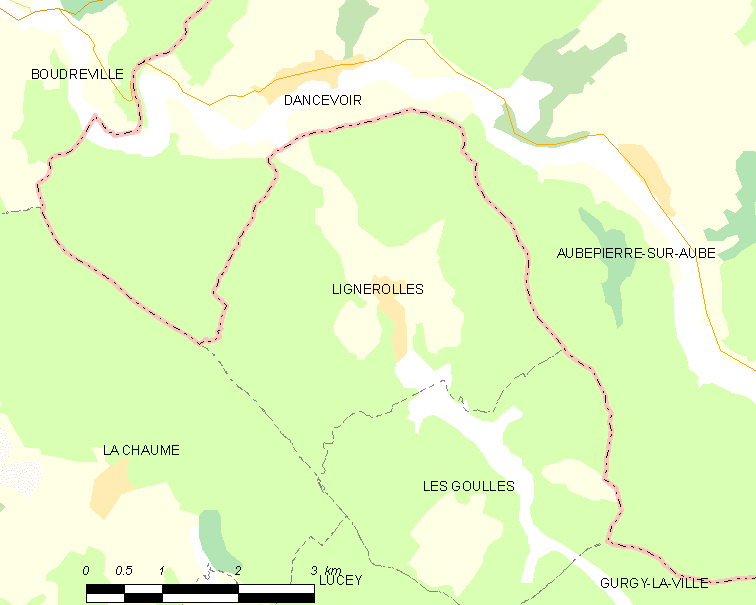

Aux limites de la Haute-Marne, la commune s'étend sur 13,5 km2 à 270 mètres d'altitude moyenne. Elle se trouve dans le périmètre du parc national de forêts.

### Hydrographie
L'Aubette est le principal cours d'eau traversant la commune.

### Climat
Pour des articles plus généraux, voir Climat de la Bourgogne-Franche-Comté et Climat de la Côte-d'Or.
En 2010, le climat de la commune est de type climat de montagne, selon une étude du Centre national de la recherche scientifique s'appuyant sur une série de données couvrant la période 1971-2000. En 2020, Météo-France publie une typologie des climats de la France métropolitaine dans laquelle la commune est exposée à un climat océanique altéré et est dans la région climatique  Lorraine, plateau de Langres, Morvan, caractérisée par un hiver rude (1,5 °C), des vents modérés et des brouillards fréquents en automne et hiver. 
Pour la période 1971-2000, la température annuelle moyenne est de 10,2 °C, avec une amplitude thermique annuelle de 16 °C. Le cumul annuel moyen de précipitations est de 937 mm, avec 13 jours de précipitations en janvier et 9,1 jours en juillet. Pour la période 1991-2020, la température moyenne annuelle observée sur la station météorologique de Météo-France la plus proche, « Saint-loup-sur-aujon_sapc », sur la commune de Saint-Loup-sur-Aujon à 15 km à vol d'oiseau, est de 10,5 °C et le cumul annuel moyen de précipitations est de 918,0 mm,. Pour l'avenir, les paramètres climatiques de la commune estimés pour 2050 selon différents scénarios d'émission de gaz à effet de serre sont consultables sur un site dédié publié par Météo-France en novembre 2022.

## Urbanisme

### Typologie
Au 1er janvier 2024, Lignerolles est catégorisée commune rurale à habitat très dispersé, selon la nouvelle grille communale de densité à 7 niveaux définie par l'Insee en 2022.
Elle est située hors unité urbaine. Par ailleurs la commune fait partie de l'aire d'attraction de Chaumont, dont elle est une commune de la couronne,. Cette aire, qui regroupe 112 communes, est catégorisée dans les aires de 50 000 à moins de 200 000 habitants,.

### Occupation des sols
L'occupation des sols de la commune, telle qu'elle ressort de la base de données européenne d’occupation biophysique des sols Corine Land Cover (CLC), est marquée par l'importance des forêts et milieux semi-naturels (79 % en 2018), une proportion identique à celle de 1990 (79 %). La répartition détaillée en 2018 est la suivante : 
forêts (79 %), terres arables (17,1 %), zones urbanisées (2 %), prairies (1,9 %). L'évolution de l’occupation des sols de la commune et de ses infrastructures peut être observée sur les différentes représentations cartographiques du territoire : la carte de Cassini (XVIIIe siècle), la carte d'état-major (1820-1866) et les cartes ou photos aériennes de l'IGN pour la période actuelle (1950 à aujourd'hui).

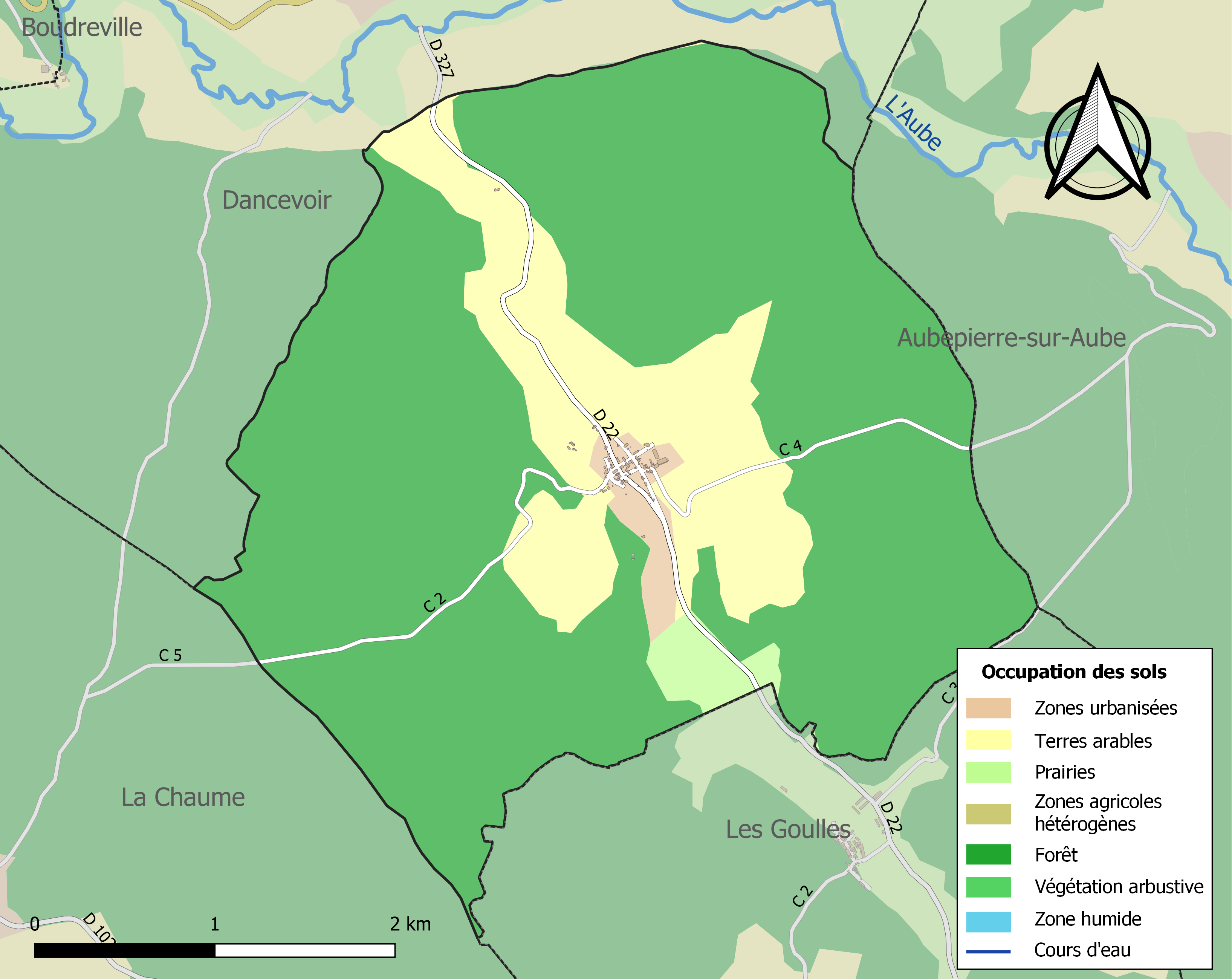
Carte des infrastructures et de l'occupation des sols de la commune en 2018 (CLC).

## Toponymie

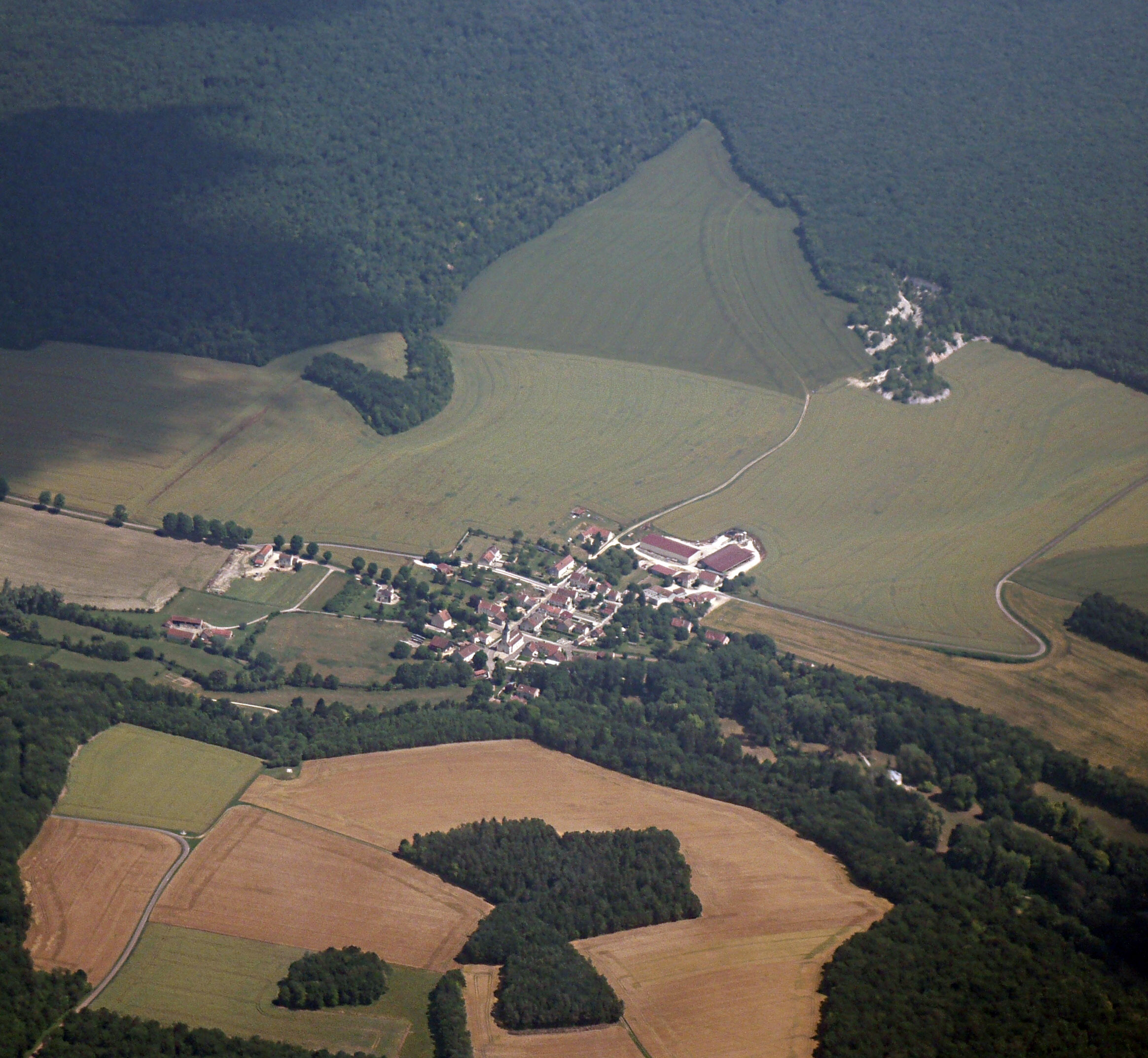
Vue aérienne de Lignerolles.

Lignerolles est issu du mot de la langue d'oïl linière, ce terme désigne une plantation de lin et du suffixe diminutif -olle au pluriel, « petits champs de lin », un territoire ou une plantation à l'époque gallo-romaine.
Homonymie avec  Lignerolles (Eure), Lignerolles (Allier), Lignerolles (Indre) et Lignerolles (Orne).

## Histoire

### Moyen Âge
Le territoire actuel de la commune se situe en Champagne et sa seigneurie dépend de l'abbaye cistercienne de Longuay qui y possède une forge qui a fonctionné jusqu'au XIXe siècle[réf. souhaitée].

### Époque moderne
À la fin du XIXe siècle la forge est transformée en moulin.

### Seconde Guerre mondiale
Le 27 avril 1944, un Avro Lancaster du Royal Air Force Bomber Command (83e squadron) est abattu en retour de mission par la chasse de nuit allemande. L'avion s'écrase sur la commune emportant 4 membres de l'équipage qui seront inhumés à Lignerolles, 3 autres sautent en parachute mais seront ultérieurement faits prisonniers[réf. souhaitée]. Une stèle commémore cet événement tragique est en bord de route en direction d'Aubepierre-sur-Aube (47° 54′ 08″ N, 4° 54′ 05″ E).

## Politique et administration
| Période                                  | Période  | Identité         | Étiquette | Qualité |
| ---------------------------------------- | -------- | ---------------- | --------- | ------- |
| mars 2001                                | 2020     | Denis Cornibert  |           |         |
| 2020                                     | En cours | François Leblond |           |         |
| Les données manquantes sont à compléter. |          |                  |           |         |

Lignerolles appartient :
- à l'arrondissement de Montbard,
- au canton de Châtillon-sur-Seine et
- à la communauté de communes du Pays Châtillonnais

## Démographie
L'évolution du nombre d'habitants est connue à travers les recensements de la population effectués dans la commune depuis 1793. Pour les communes de moins de 10 000 habitants, une enquête de recensement portant sur toute la population est réalisée tous les cinq ans, les populations de référence des années intermédiaires étant quant à elles estimées par interpolation ou extrapolation. Pour la commune, le premier recensement exhaustif entrant dans le cadre du nouveau dispositif a été réalisé en 2004.

En 2022, la commune comptait 57 habitants, en évolution de +18,75 % par rapport à 2016 (Côte-d'Or : +0,82 %, France hors Mayotte : +2,11 %).
| 1793 | 1800 | 1806 | 1821 | 1831 | 1836 | 1841 | 1846 | 1851 |
| ---- | ---- | ---- | ---- | ---- | ---- | ---- | ---- | ---- |
| 267  | 257  | 250  | 247  | 306  | 288  | 303  | 301  | 316  |

| 1856 | 1861 | 1866 | 1872 | 1876 | 1881 | 1886 | 1891 | 1896 |
| ---- | ---- | ---- | ---- | ---- | ---- | ---- | ---- | ---- |
| 267  | 277  | 237  | 230  | 220  | 175  | 143  | 141  | 132  |

| 1901 | 1906 | 1911 | 1921 | 1926 | 1931 | 1936 | 1946 | 1954 |
| ---- | ---- | ---- | ---- | ---- | ---- | ---- | ---- | ---- |
| 135  | 144  | 132  | 113  | 91   | 73   | 91   | 104  | 79   |

| 1962 | 1968 | 1975 | 1982 | 1990 | 1999 | 2004 | 2006 | 2009 |
| ---- | ---- | ---- | ---- | ---- | ---- | ---- | ---- | ---- |
| 69   | 63   | 70   | 62   | 48   | 53   | 55   | 56   | 50   |

| 2014 | 2019 | 2022 | - | - | - | - | - | - |
| ---- | ---- | ---- | - | - | - | - | - | - |
| 49   | 54   | 57   | - | - | - | - | - | - |

## Culture locale et patrimoine

### Lieux et monuments
- L'église Saint-Révérien rebâtie au début du XIXe siècle renferme une statue de saint Roch du XVIIe siècle.
- Quelques œuvres de l'église avec leurs descriptions vérifiés sur merime https://www.pop.culture.gouv.fr/notice/merimee/IA00050507d a

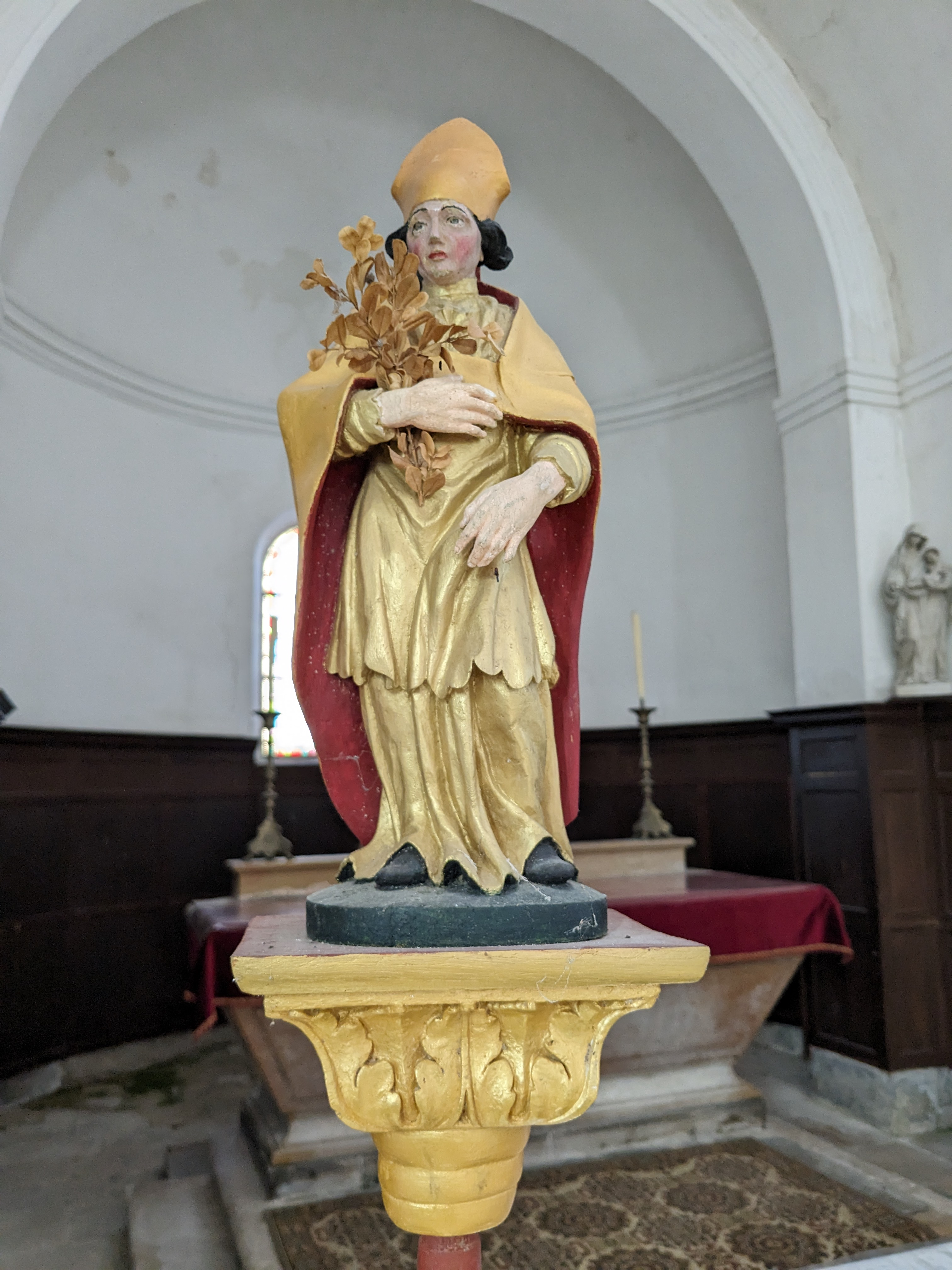
e procession : saint Révérien

- e procession : saint Révérien

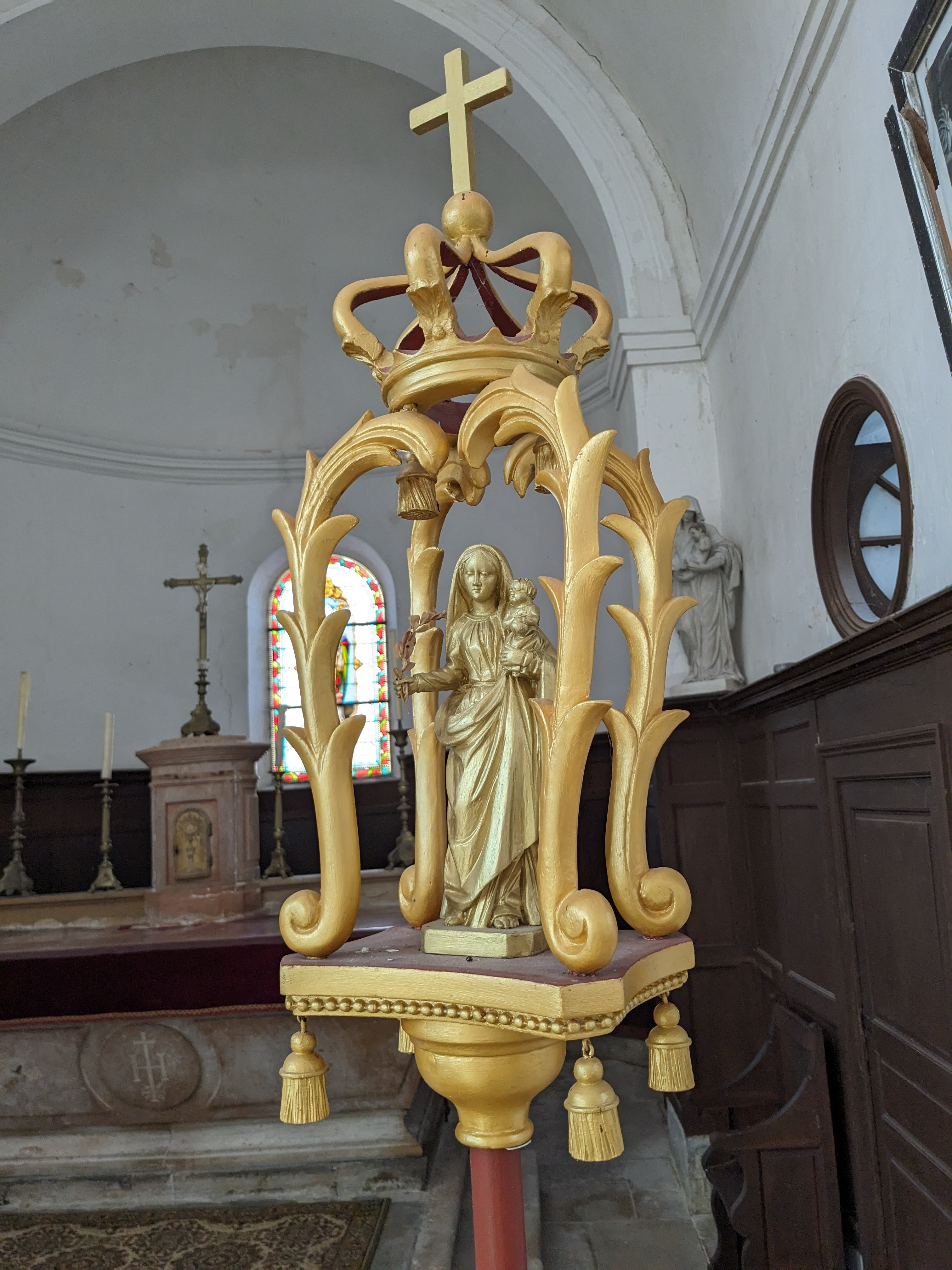
Bâton de procession : Vierge à l'Enfant

- Bâton de procession : Vierge à l'Enfant
- Croix renaissance avec choux bourguignons

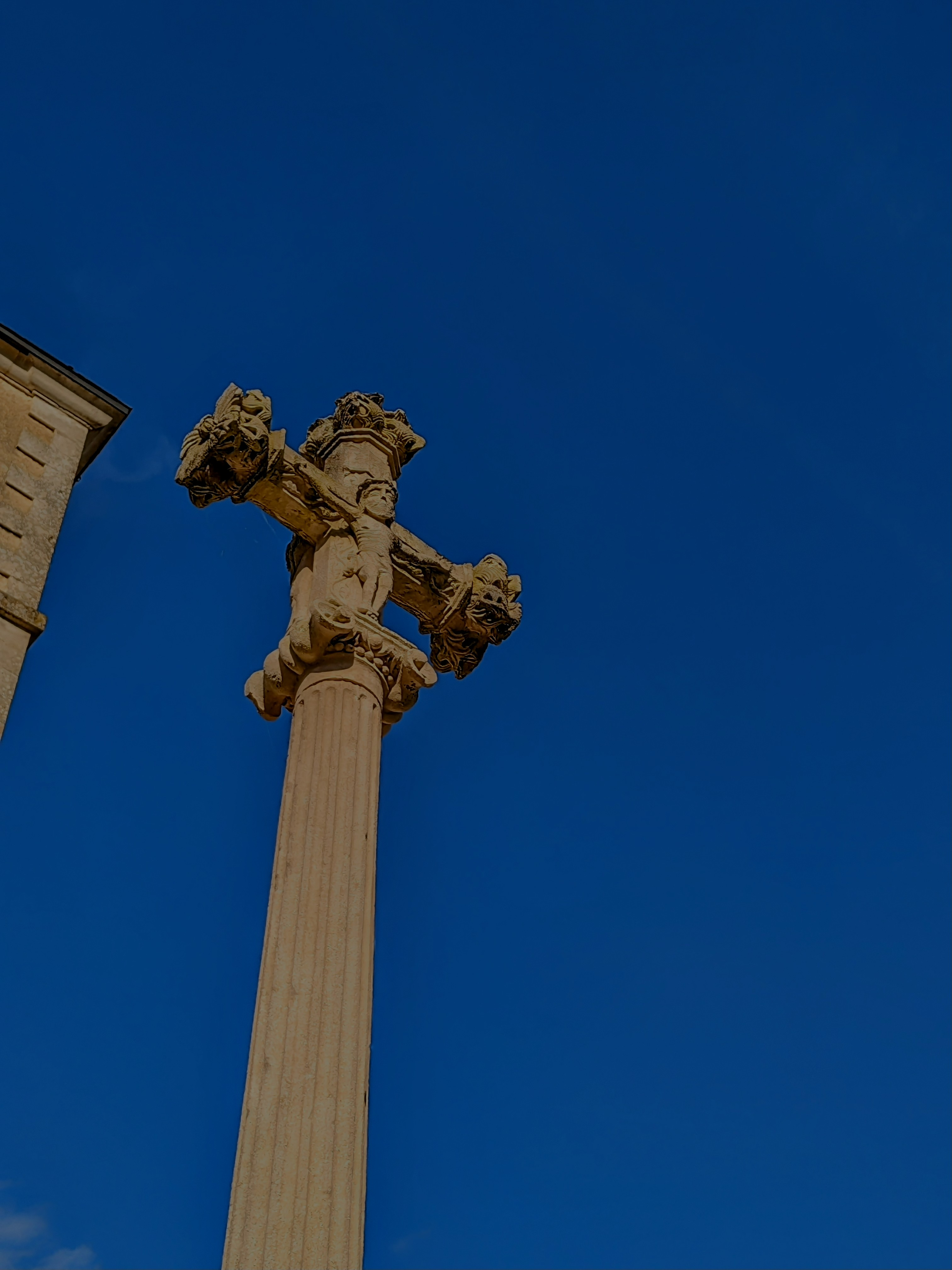
Croix renaissance avec choux bourguignons

- Le marais tuffeux de la Gorgeotte est protégé par un arrêté préfectoral de protection de biotope

### Personnalité(s) liée(s) à la commune
- Claude Lévi-Strauss y avait sa maison de campagne, « Les Charmettes ». Il est inhumé au cimetière du village depuis le 3 novembre 2009[20].

### Héraldique
| Blason de Lignerolles | Blason  | D'azur à la crosse abbatiale accostée de deux branches de chêne feuillées, le tout d'or. |
| Blason de Lignerolles | Détails | Le statut officiel du blason reste à déterminer.                                         |